# Marcelo Miranda
Marcelo Alejandro Miranda Díaz (Santiago del Cile, 29 gennaio 1967) è un ex calciatore cileno, di ruolo difensore.